# Ecstatica
Ecstatica — компьютерная игра в жанре action-adventure, выпущенная компанией Psygnosis в 1994 году на MS-DOS и поставлялась на дискетах или лазерных дисках.

## Сюжет
Действие игры происходит в северной Европе в 928 году. Путешественник, главный герой игры, заезжает в вымышленный городок Тирих (Tirich), чтобы пополнить запасы питья. Он обнаруживает, что город захвачен демонами. Пообщавшись с местными жителями, герой узнаёт, что демонов вызвала молодая девушка по имени Экстатика (в игре её имя не упоминается — оно есть только в официальном описании). Она украла волшебную книгу у местного колдуна и решила поэкспериментировать. Из-за своей неопытности девушка не смогла совладать с большим демоном, и тот завладел её сознанием, а его мелкие собратья начали терроризировать городок. Чтобы помочь жителям и снять проклятие, герой должен уничтожить демона и освободить от одержимости Экстатику.

## Игровой процесс
Игровой процесс напоминает игры серии Alone in the Dark. Используется вид от третьего лица с неподвижными и автоматически переключающимися камерами. Герой может носить два предмета (по одному в каждой руке). На протяжении всей игры он вынужден сражаться с демонами, используя различные приёмы, аналогично играм в жанре файтинга.
В начале игры можно выбрать героя мужского или женского пола. Они совершенно не отличаются по своим возможностям. Хотя сюжет больше рассчитан на мужского персонажа — в конце игры нужно будет спасти девушку.
Игра порой содержит грубый и чёрный юмор, жестокость, атмосферу страха и мистики.

## Технология
Игра примечательна использованием довольно экзотической технологии отображения трёхмерной графики. Персонажи и некоторые элементы окружения составлены из эллипсоидов, приблизительно задающих очертания предметов. За счёт этого игра имеет необычный внешний вид и отличается от игр с традиционной полигональной графикой отсутствием «угловатости».
Похожая, но более простая технология использовалась в игре Ballz и ранних играх серии Petz компании PF Magic. В этих играх трёхмерные объекты состояли из шаров.

## Оценки
| Иноязычные издания | Иноязычные издания |
| Издание            | Оценка             |
| ------------------ | ------------------ |
| CGW                | [ 1 ]              |

Computer Gaming World номинировал Ecstatica на собственную награду «Приключенческая игра 1994 года», однако она проиграла Relentless: Twinsen's Adventure. Редакторы похвалили Ecstatica, написав, что «необычные персонажи и сюжетная линия путем смешения с ярким юмором создали приключение другого образца».